# Cayo Paredón Grande
Cayo Paredón Grande is een eiland ten noorden van Cuba. Dit vlakke, 8,8 km² grote eiland is opgebouwd uit koraal en zand en bevindt zich in de provincie Camagüey. Het is bijzonder geliefd bij toeristen voor de witte zandstranden. Het eiland is via een viaduct verbonden met het zuidoostelijke eiland Cayo Romano.
In Cayo Paredón Grande zijn er vier stranden.  Playa Del Norte in het noorden, Playa Los Lirios in het westen, Playa Los Pinos in het noordoosten en Playa Los Gatos in het oosten.